# Muradie-Moschee

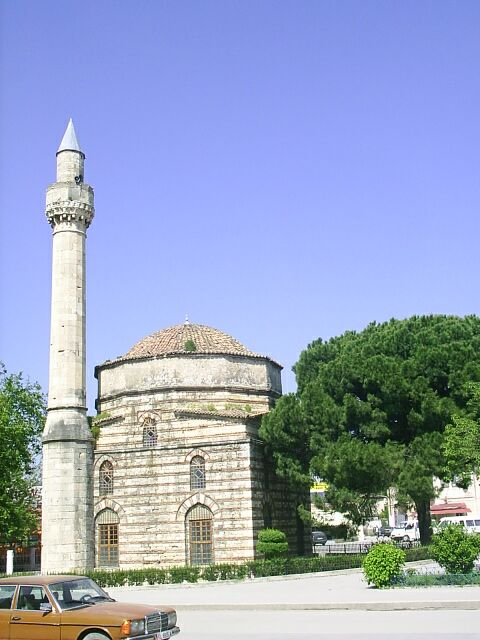
Die Muradie-Moschee, Ansicht von Südwesten

Die Muradie-Moschee (albanisch Xhamia e Muradies oder Xhamia e Plumbit für „Bleimoschee“) ist ein architektonisches Kulturdenkmal aus der osmanischen Vergangenheit in der albanischen Hafenstadt Vlora. Die Moschee wurde 1542 vollendet und ist eines der ältesten Gebäude der Stadt. 1948 wurde sie zum kulturellen Erbe Albaniens erklärt.

## Lage
Die Muradie-Moschee steht im Stadtzentrum Vloras auf einem zentralen Platz und ist auf allen Seiten von Straßen umgeben. Sie liegt wenig südlich vom Flaggenplatz (Sheshi i Flamurit). Der Haupteingang ist an der Nordfassade, wo sich die Vorhalle bzw. der Portikus befand.

## Geschichte

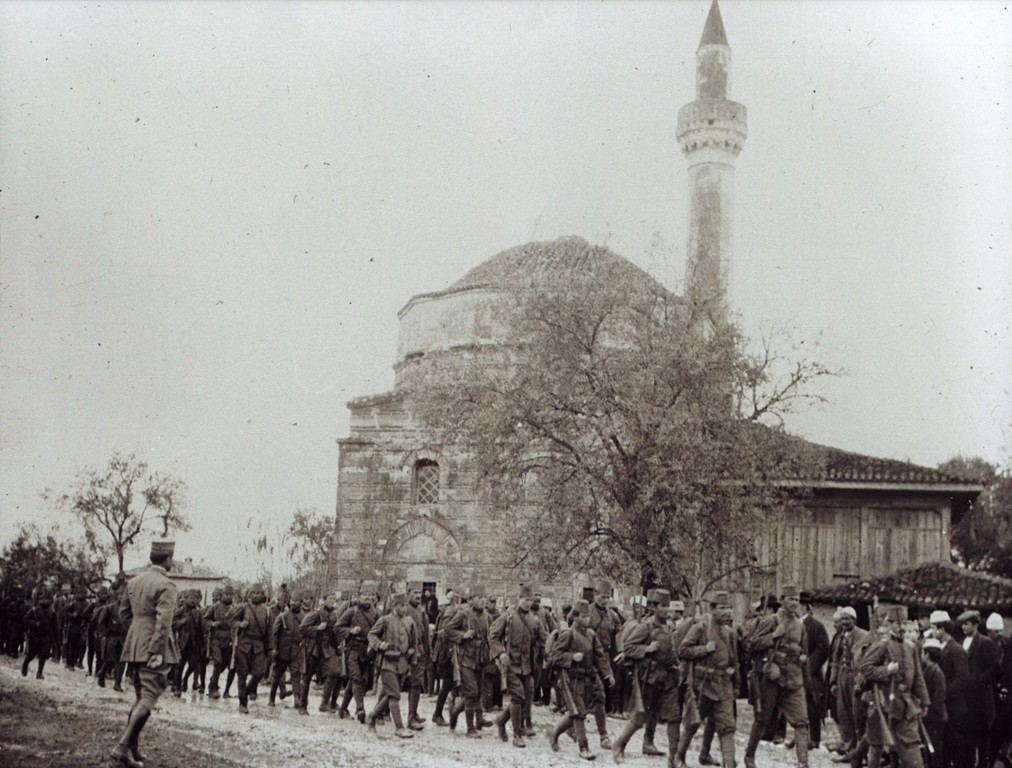
Die Moschee 1914 mit der damaligen großen Vorhalle

Die Muradie-Moschee ist das am besten erhaltene Zeugnis der osmanischen Geschichte Vloras. Ihr Baumeister war vermutlich der bedeutendste osmanische Architekt Sinan, der 1537 im Auftrag des damaligen Sultans Süleyman I. das Bauwerk errichten ließ. Der Sultan war anlässlich einer Schiffsexpedition gegen das feindliche Italien in Vlora. 1542 wurden die Bauarbeiten beendet.
Bis in die 1920er war sie vor allem als Bleimoschee bekannt, ein Name, der in jüngerer Zeit immer häufiger wieder Verwendung findet.
Enver Hoxha, der ehemalige Diktator Albaniens, erklärte das Land 1967 zum „ersten atheistischen Staat der Welt“. In ganz Albanien wurden Kirchen und Moscheen geschlossen, zerstört oder umfunktioniert. Die Muradie-Moschee entkam als einzige der zahlreichen osmanischen Moscheen der Stadt einer Vernichtung und wurde zum städtischen und regionalen Museum für Architektur umfunktioniert.
2018 wurde die Restaurierung der jahrhundertealten Moschee, die in schlechtem Zustand war, mit türkischer Unterstützung angekündigt, die aber nicht umgesetzt wurde. Bei schweren Überschwemmungen am 4. Oktober 2024 wurde sie stark beschädigt. Seither ist sie bis auf weiteres geschlossen.

## Bauweise

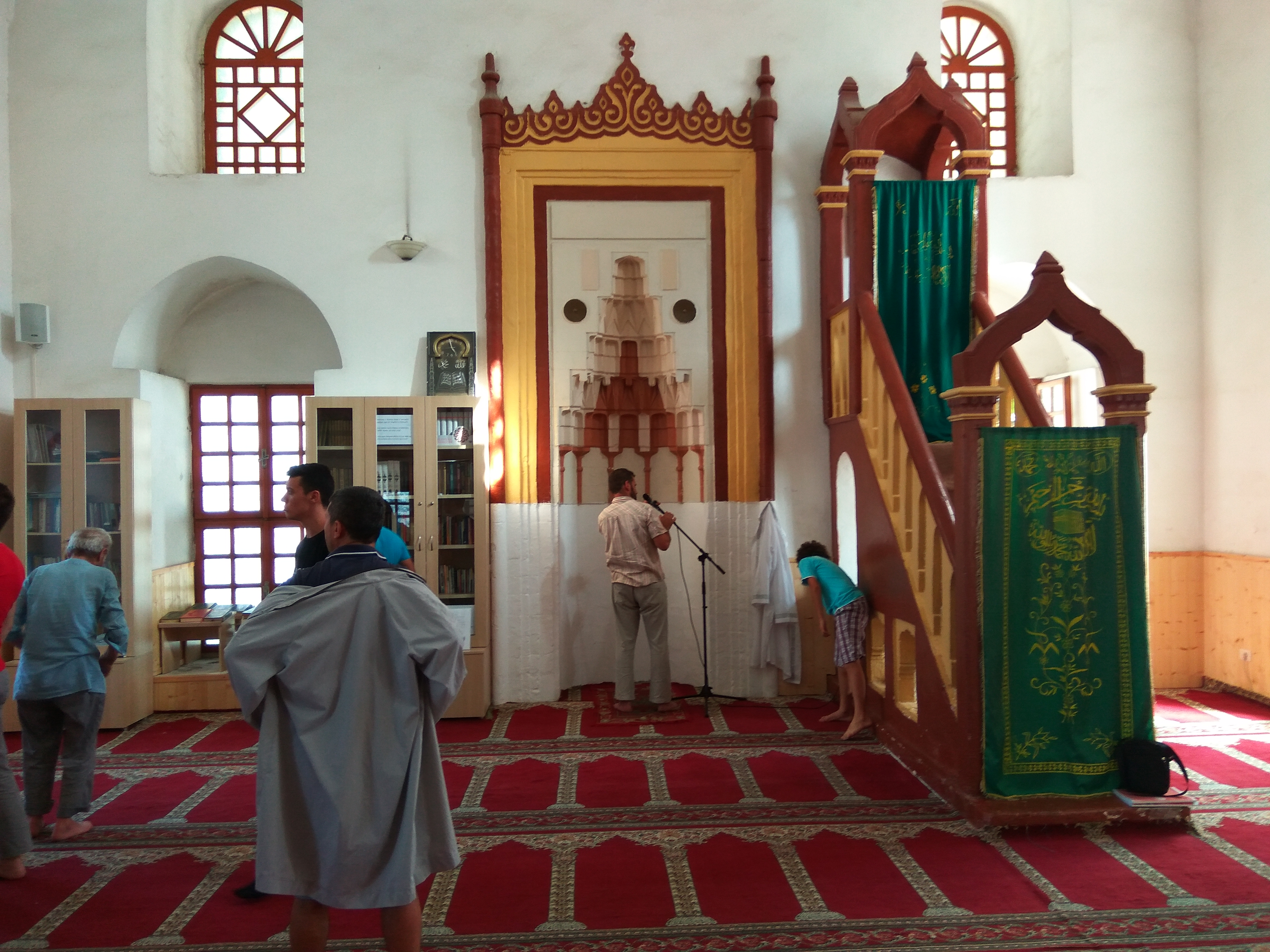
Das Innere der Moschee mit Mihrāb (mihrapi) und Minbar (mimberi)

Das Bauwerk besteht aus dem Hauptgebäude und dem Minarett. Ersteres hat einen fast quadratischen Grundriss von 10 mal 11 Meter. Oberhalb der etwa 8 Meter hohen Mauer befindet sich der zwölfeckige Tambour und darauf die Kuppel, die mit dunkelroten Ziegeln bedeckt ist. Mit Ausnahme der nördlichen sind alle Wände mit je drei gedrückten Spitzbögen ausgestattet. Die Mauer sowie die untere Hälfte des Tambours sind abwechselnd aus Stein und Ziegel aufgebaut, was der Moschee ihr charakteristisches Streifenmuster gibt.
An der nordwestlichen Ecke des Gebäudes steht das etwa 18 Meter hohe Minarett, das mit einem Balkon für den Muezzin und einem Kegeldach aus Blei ausgestattet ist. Der ganze Bau wurde mit Stein gefertigt.
Früher befand sich angeschlossen an der Nordwand, wo der Haupteingang ist, ein Portikus, von dem jedoch nur einige Spuren des Fundaments erhalten sind.